# Floris Verster

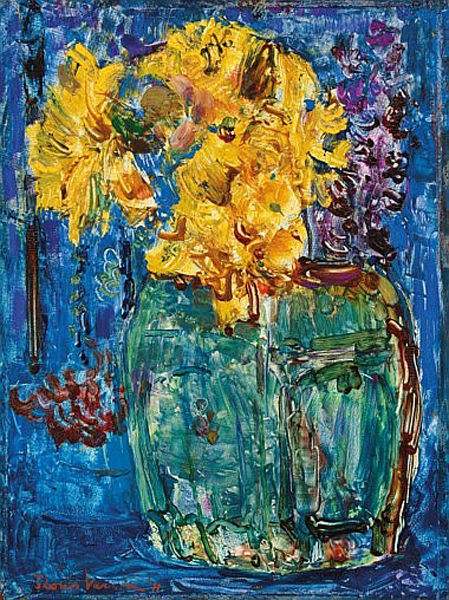
Narzissen in einem Ingwerglas

Floris Henrik Verster van Wulverhorst (* 9. Juni 1861 in Leiden; † 21. Januar 1927 ebenda) war ein niederländischer Blumen- und  Stilllebenmaler sowie Lithograf.
Floris Verster stammte aus einer Künstlerfamilie. Sein Vater, Abraham Florentius Verster van Wulverhorst, war Administrator des Nationalen Naturkundemuseums in Leiden und ein renommierter Gelehrter und Vogelmaler. Sein jüngerer Bruder Cees entwickelte sich zum Kunstkritiker und später zum Kurator des Stedelijk Museum De Lakenhal in Leiden.
Hendrik nahm Zeichenunterricht bei Gerardus Johannes Bos und im Winter 1878/79 bei George Hendrik Breitner. Zwischen 1880 und 1884 setzte Verster seine Ausbildung an der Koninklijke Academie van Beeldende Kunsten in Den Haag fort, wo er zu seinen Kommilitonen u. a. George Hendrik Breitner, Isaac Israëls und Willem de Zwart zählten. Nach seinem Abschluss besuchte er kurz Kurse in der Zeichenschule St. Josse-ten-Noode bei Amédée Bourson in Brüssel.
Von 1882 bis 1892 teilte er sich mit seinem zukünftigen Schwager, dem Stilllebenmaler Menso Kamerlingh Onnes, ein Atelier in Leiden (er heiratete 1892 Jenny Kamerlingh Onnes). Bis etwa 1885 arbeitete er im Stil der Haager Schule. Die nächsten sieben Jahre experimentierte er in der Stilllebenmalerei unter dem Einfluss der französischen Maler Antoine Vollon und Théodule Ribot.
In Brüssel traf er Jan Toorop und andere Mitglieder der Avantgarde-Künstlergruppe Les Vingt. 1891 nahm er am Salon „Les XX“ in Brüssel teil.
Verster starb 1927 in Leiden an einem Unfall.
Albert Charles Auguste Plasschaert widmete ihm ein Buch: Floris Verster, en zijn plaats te midden der schilders, geboren omstreeks 1860, Amsterdam, 1904.